# Deák Sándor (politikus)
Deák Sándor (Komló, 1948. július 2. – Oroszlány, 1990. december 2.) politikus, SZDSZ-es országgyűlési képviselő, zenész, az Országos Zeneszövetség tagja.

## Pályafutása
Gépipari technikusnak majd népművelőnek tanult. A 70-es években progresszív rockzenekart alapított barátaival a városban 5Let néven. Több, mint 60 szerzemény és 3 év működés után a zenekar azonban feloszlott. Ezt követően a Komárom-megyei ÉS zenekar tagja lett, akik Top Secret együttesként a 80-as évektől Norvégiában zenéltek 1988-ig. 
A zenekar énekese 1985-1988 között a P. Mobil zenekar leállását követően Tunyogi Péter lett. Deák Sándor az Országos Zeneszövetség tagjaként is tevékenykedett.
Az 1990-es magyarországi országgyűlési választáson a Komárom-Esztergom megye 3. választókerületben mandátumot szerzett az SZDSZ színében és a Költségvetési, adó- és pénzügyi bizottság tagja lett az országgyűlésben. Mandátuma nem tartott sokáig, mert még ugyanabban évben, december 2-án, autóbalesetben elhunyt.

## Halála
Deák Sándor 1990. december 2-án, Kőhányás és Majk közötti útszakaszon Oroszlány közelében, a csúszós, a nagy havazástól síkos úton megcsúszott autójával majd a dunaújvárosi járat menetrend szerint közlekedő busznak ütközött és olyan súlyos sérüléseket szenvedett, hogy nem élte túl a balesetet. Deák volt a rendszerváltás utáni szabadon választott parlament első elhunyt képviselője, csupán fél éven keresztül lehetett az országgyűlés tagja.